# سعيد رستاموف
سعيد رستاموف - ملحن، قائد أوركسترا، معلم، تكريم فنان في (1938), فنان الشعب في جمهورية أذربيجان (1957), رئيس وقائد أوركسترا في فرقة الأغنية والرقص الأذربيجانية (1905).

## حياته
ولد سعيد رستاموف 12 مايو، عام 1907, في منطقة إيرافان بأذربيجان.
أثناء داء الكلب الأرمني في يريفان عام 1918, سعيد مع اسرته مثل اللاجئ الي تركيا، بعد وقت القصسر عاد إلى يريفان.
بعد عودتهم من تركيا رأوا منازلهم متناثرة وانتقلوا إلى كنجة في عام 1919.
عندما انتقال الي باكو، بدأ سعيد الي دراسته في ندوة المعلمين. في عام 1924, دخل سعيد رستاموف إلى فرع الآلات الموسيقية الشعبية لمدرسة الموسيقية. بعد تخرجه من ندوة المعلمين في عام 1926، تم تعيين سعيد روستاموف كمدرس في مدرسة الصف الأول رقم 19. في عام 1932, تخرج من معهد علم الدولة التربوي الأذربيجاني.

## فعاليته
إشتغل سعيد رستاموف كمدير لأوركسترا الآلات الموسيقية الشعبية الأولى في جمهوريتنا التي يعزف مع النوتة، نائب لقائد رئيسي لأوركسترا، وبعد ذلك مدير فني لأوركسترا ولقائد رئيسي لأوركسترا، رئيس فرقة الأغنية والرقص الأذربيجانية، في عام 1905. ومع ذلك عمل كمدرس كل طوال حياته الفني.
تم ربط فترة مهمة من نشاطه التربوي روستاموف مع المعهد الموسيقى للدولة أذربيجان تحت عنوان عزير حاجبايوف. بعد وفاته عزير حاجيباكوف، كان مدير لإتحاد الملحنين الأذربايجانيين. ومع ذلك، إشتغل كمدرس فيها حتى عام 1953. كان رئيسًا وعضوًا في لجنة التحكيم في المهرجانات العالمية ومهرجانات الاتحاد. تم تكريمه تكريم فنان في عام 1938 ، فنان الشعب في جمهورية أذربيجان عام 1957، وجائزة الدولة للاتحاد السوفيتي عام 1951. وبجانبه، تم تكريم ثلاثة مرات جائزة «وسام الراية الحمراء من حزب العمال» وجائزة «وسام ترتيب الصداقة بين الشعوب». توفي سعيد رستاموف عن عمر يناهز ال 76 في يونيو، عام 1983.

## مؤلفاته

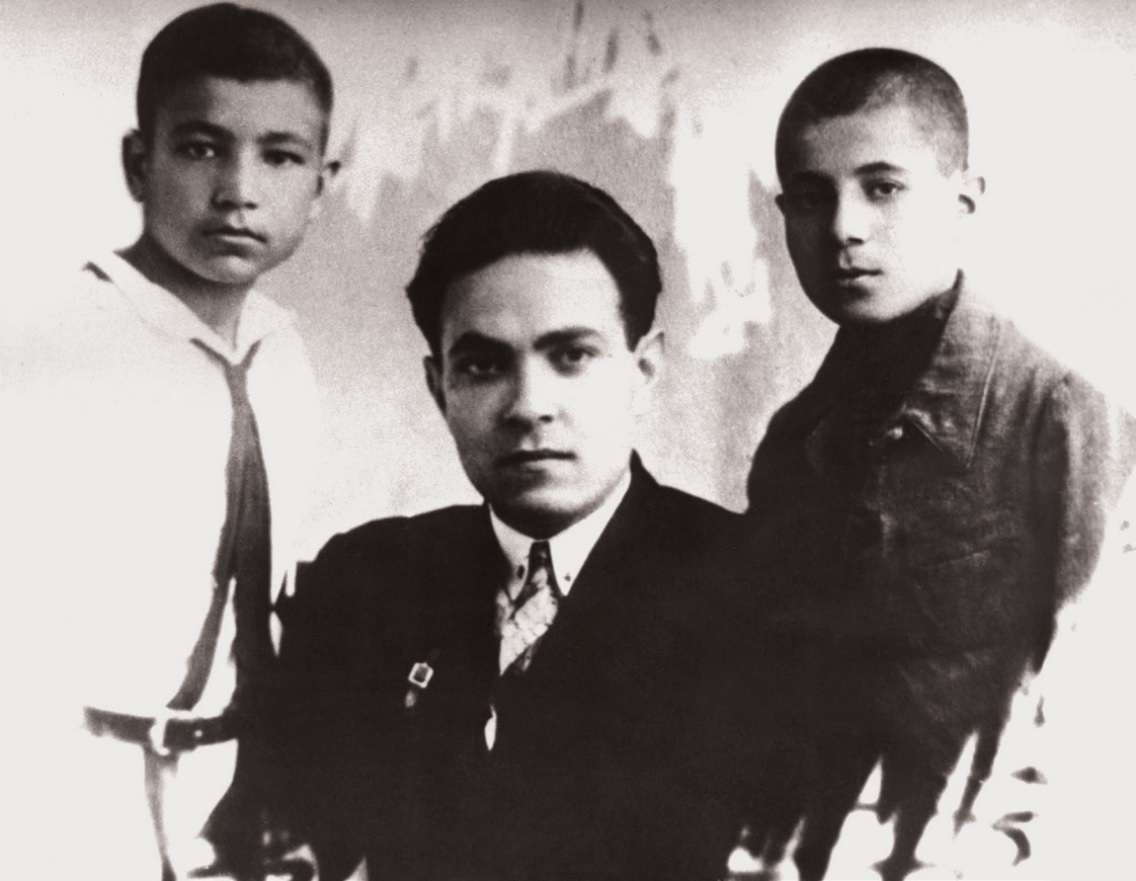
سعيد رستاموف,مهدي حسين زاده ومورسال نجافوف

- «تفاح»
- «لحن أذربيجان»
- «جبال» - كلمات: مهدي سيد زاده
- «أربعة مسرحيات»
- «قريتنا»
- «مارش» (دويتو)
- «إحضروا إلى أذربيجان»
- «أغنية غير معروفة»
- «معسكرنا»
- «ساعة»
- «أغنية الصبح»
- «خزر»
- «مطار»
- «أيام الربيع»

## روابط خارجية
- سعيد رستاموف على موقع ميوزك برينز (الإنجليزية)